# Карліс Себріс
Карліс Карлович Себріс (латис. Kārlis Sebris; нар. 18 лютого 1914, сел. Сіноле, Валкський повіт, Ліфляндська губернія, Російська імперія — пом. 12 січня 2009, Рига, Латвія) — радянський, латвійський актор театру і кіно. Народний артист СРСР (1974).

## Біографія
Карліс Себріс народився 18 лютого 1914 року в селищі Сіноле Валкського повіту (нині — в Леясціємській волості Гулбенського краю Латвії).
Закінчив Лізумську початкову школу, потім у 1932 році — Цесвайнську державну середню школу, а в 1938 році — Латвійські драматичні курси Зелтматіса.
З 1938 року — актор Латвійського Національного театру (в 1940—1988 роках — Державний академічний театр драми Латвійської РСР ім. А. Упіта). На сцені цього театру виступав все життя, зігравши більше двохсот ролей.
Дебют в кіно відбувся в 1940 році на Ризькій кіностудії в невеликій ролі у фільмі режисера Волдемара Пуце «Каугурське повстання».
Помер 12 січня 2009 року в Ризі. Похований на Лісовому кладовищі.

## Творчість

### Ролі в театрі
Всього на сцені Латвійського національного театру було зіграно понад 200 ролей. Серед них:
- 1938 — «Пан біля воріт» В. Зонберга —  Гвідо
- 1939 — «Злий дух» Рудольфа Блауманіса —  гість
- 1940 — «Дон Карлос» Ф. Шиллера —  граф Таксіс
- 1941 — «Розлом» Бориса Лавреньова —  Перший мічман
- 1942 — «Вій, вітерець» Я. Райніса —  Батрак
- 1943 — «Ворог народу» Генріка Ібсена —  робітник
- 1944 — «Перед сходом сонця» Герхарта Гауптмана —  Егмонт Клаузен
- 1945 — «Інженер Сергєєв» Всеволода Меркулова —  Володимир Волошин
- 1946 — «Купальниця Сусанна» Андрія Упіта —  Дзірніс
- 1947 — «Кремлівські куранти» Миколи Погодіна —  секретар Леніна
- 1948 — «Таланти і шанувальники» Олександра Островського —  обер-кондуктор
- 1948 — «У вогні» Р. Блауманіса —  Віскреліс
- 1949 — «В степах України» Олександра Корнійчука —  Довгоносик
- 1950 — «Часи землемірів» Рейніс і Матіса Каудзіт —  Шваукстс
- 1951 — «Варвари» Максима Горького —  Редозубов
- 1952 — «Ревізор» Миколи Гоголя —  купець Абдулін
- 1953 — «Вишневий сад» Антона Чехова —  Єпиходов
- 1954 — «Хто сміється останнім» Кіндрата Кропиви —  Людина у військовій формі
- 1956 — «Пані міністр» Браніслава Нушича —  Пера Каленич
- 1957 — «Злочин і покарання» за романом Федора Достоєвського —  Порфирій Петрович
- 1958 — «Рига» Августа Деглавса —  Старпрінгс
- 1959 — «Пліт Медузи» Жана Гриви —  Адам Буштеріс
- 1960 — «Іркутська історія» Олексія Арбузова —  Сердюк
- 1960 — «Арменуї» Олександра Ширванзаде —  Костянтин
- 1962 — «Милий брехун» Джерома Кілті —  Бернард Шоу
- 1964 — «Дванадцята ніч» Вільяма Шекспіра —  сер Тобі
- 1965 — «Тригрошова опера» Бертольда Брехта —  Браун, шеф лондонської поліції
- 1966 — «Побачення» Ж. Робера —  Маренвал
- 1967 — «Йиннь з острова Кихну — дикий капітан» Юхана Смуула —  капітан Йиннь
- 1968 — «Дон Жуан, або Любов до геометрії» Макса Фріша —  патер Дієго
- 1969 — «Літо в Ноані» Ярослава Івашкевича —  Антоній Водзинський
- 1970 — «Шість персонажів у пошуках автора» Луїджі Піранделло —  Директор
- 1971 — «Казки старого Арбату» Олексія Арбузова —  Федір Балясников
- 1972 — «Справа передається в суд» Олександра Чхаїдзе —  Расмадзе
- 1973 — «Кішки-мишки» Іштвана Еркеня —  Віктор Чермлені
- 1974 — «Кола Брюньон» за повістю Ромена Роллана —  Кола Брюньон
- 1977 — «Солодкоголосий птах юності» Теннессі Вільямса —  Бос Фінлі
- 1979 — «Юлій Цезар» Вільяма Шекспіра —  Цицерон
- 1980 — «Міхаель Крамер» Г. Гауптмана —  Міхаель Крамер
- 1981 — «Месьє Амількар» І. Жаміака —  Олександр
- 1983 — «Принц і жебрак» за романом Марка Твена —  Генріх VIII
- 1984 — «Ромео і Джульєтта» Вільяма Шекспіра —  лорд Капулетті
- 1985 — «Вогонь і ніч» Я. Райніса —  Айзкраукліс
- 1986 — «Нюрнберг… 1948…» Еріка Манна —  Даніель Гейвуд
- 1987 — «Рудий слуга» Л. Стумбре —  Екабс
- 1989 — «Марія Стюарт» Ф. Шиллера —  Берлі
- 1990 — «Безсоромні батьки» А. Еглітіс —  Аскольд Олте
- 1991 — «Грай, танцюй» Я. Райніса —  Трейгалвіс
- 1992 — «Бідний, як церковна миша» Л. Фодор —  Фрідріх Талгейм
- 1993 — «Невидимий Харві» М. Чейз —  Вільям Р. Чамлі
- 1994 — «Амадей» П. Шефера —  граф Орсіні-Розенберг
- 1995 — «Салемські відьми» А. Міллера —  Джайл Корі
- «Син рибалки» В. Лациса —  Фредіс
- «На дні» М. Горького —  Сатин
- «Дон Карлос» Ф. Шиллера —  Філіп
- «Морські ворота» Д. Зігмонте —  Віранауда
- «Центр нападу помре на зорі» А. Кусані —  Еннесімо Лупус
- «Моцарт і Сальєрі» Олександра Пушкіна —  Сальєрі
- «Гамлет» Вільяма Шекспіра —  Клавдій

### Фільмографія
- 1940 — Каугурське повстання —  епізод
- 1947 — Повернення з перемогою —  прихожанин
- 1955 — До нового берега —  епізод
- 1956 — За лебединою зграєю хмар —  фон Вінкель
- 1956 — Причини і наслідки (короткометражний) —  редактор
- 1957 — Науріс —  епізод
- 1958 — Чужа в селищі —  Кісіс
- 1959 — Меч і троянда —  міліціонер
- 1960 — На порозі бурі —  епізод
- 1961 — Верба сіра цвіте —  автор п'єси
- 1962 — День без вечора —  директор
- 1963 — Генерал і маргаритки —  військовий промисловець [1]
- 1964 — Капітан Нуль —  Юхан
- 1965 — «Тобаго» змінює курс —  Альбертс Квіесіс
- 1966 — Едгар і Крістина —  Фрішвагарс
- 1968 — 24-25 не повертається —  майор Грігастс
- 1968 — Часи землемірів —  Павулс
- 1969 — У багатій пані —  Фрідіс
- 1970 — Слуги диявола —  Самсон
- 1970 — Король Лір —  граф Глостер
- 1970 — Клав — син Мартіна —  голова колгоспу
- 1970 — Балада про Берінга і його друзів —  Вітус Берінг
- 1971 — Танець метелика —  Філіп
- 1971 — Останній рейс «Альбатроса» —  Зандлер
- 1971 — У тіні смерті —  Зальген
- 1971 — Очеретяний ліс —  старий Норд
- 1971 — Салатик (короткометражний) —  Йоренс
- 1971 — Спадкоємці військової дороги —  Церніекс
- 1972 — Слуги диявола на чортовому млині —  суперінтендант Самсон
- 1973 — Курчат по осені рахують —  Іевіньш
- 1973 — Антиквари (кіноальманах Червоний агат) —  Дідківська
- 1974 — Кола Брюньон —  Кола Брюньон
- 1974 — Напад на таємну поліцію —  Грегус
- 1975 — Літо мотоциклістів —  лісник
- 1977 — Червоні дипкур'єри —  начальницький пан
- 1977 — Чоловік у розквіті років —  епізод
- 1977 — Будьте моєю тещею! —  майор міліції
- 1978 — Де ти був, Одіссею? —  Цоллер
- 1978 — Відкрита країна —  епізод
- 1978 — Твій син —  художник-ювіляр
- 1978 — Тому що я - Айвар Лідака —  рибалка
- 1979 — Готель «Біля загиблого альпініста» —  пан Мозес
- 1979 — Ніч без птахів —  голова колгоспу
- 1979 — Дюма на Кавказі —  Олександр Дюма
- 1979 — За скляними дверима —  хворий
- 1980 — Брати Ріко —  Вінчі Віттерс
- 1982 — Забуті речі —  Карліс
- 1986 — Я хочу твоє фото (короткометражний) —  її друг
- 1991 — Індрани —  Індран-старший
- 2000 — Страшне літо —  Аугустс .

## Звання та нагороди
- Заслужений артист Латвійської РСР (1956)
- Народний артист Латвійської РСР (1964)
- Народний артист СРСР (1974)
- Орден Трудового Червоного Прапора (1988)
- Офіцер ордена Трьох зірок (1995) — за внесок в розвиток театрального мистецтва
- Почесна грамота Президії Верховної Ради Латвійської РСР (1984) — за успіхи в розвитку латиського радянського театрального мистецтва і в зв'язку з сімдесятиріччям з дня народження.

## Цікаві факти
У 2007 році в Ризі був встановлений пам'ятник сажотрусу і мулярові. Прототипами для цієї скульптурної композиції (автори Карліс Ілі та Гіртс Бурвіс) стали сажотрус Варіс Вілцанс і актор Карліс Себріс .